# أليكسندرو جيوغارو
أليكسندرو جيوغارو (بالرومانية: Alexandru Giugaru) (23 يونيو 1897-15 مارس 1986) ممثل روماني ولد في هوشي.

## وصلات خارجية
- أليكسندرو جيوغارو على موقع IMDb (الإنجليزية)
- أليكسندرو جيوغارو على موقع قاعدة بيانات الفيلم (الإنجليزية)
- Port.Ro